# Залий Брег
Залий Брег (словен. Zali Breg) — поселення в общині Брда, Регіон Горишка, Словенія. Назва походить від слова словен. zel — «поганий, некрасивий».